# Kyndelmisse
Kyndelmisse (eller Mariæ renselsesdag) er en gammel kristen helligdag den 2. februar. Dagen blev kaldt for Kjørmes Knud. Kyndelmisse kommer af det gammeldanske ord kyndel 'fakkel, blus', afledt af kynde 'tænde', og af misse 'messe'. Udtrykket er dannet efter det latinske udtryk missa candelarum 'lysenes messe', som var den ceremoni, hvor kirkelysene blev indviet. Et andet ord for lysmesse var kermesse, og heraf kom kørmes og kjørmes, som var en folkelig betegnelse for kyndelmisse. Det er den dag, halvdelen af vinteren er gået, hvilket også ligger til grund for vendingen om at, kyndelmisse slår sin knude. I den katolske kirke fejres dagen med en stor lysmesse, hvor de lys som skal bruges i det kommende år velsignes.
Kyndelmisse ligger 40 dage efter Jesu fødsel, og hans mor Jomfru Maria kunne fremstilles i templet, så hun kunne gennemgå den traditionelle renselse. Lysfesten er ikke helligdag i Danmark.
Med helligdagsreformen af 1770 blev kyndelmisse afskaffet sammen med 10 andre helligdage som 3. juledag, 3. påskedag, Sankt Hans Dag og Vor Frue Dag. Selv om kyndelmisse i over 250 år ikke har haft status som helligdag, er der en tendens til, at kirker markerer dagen med særlige lysgudstjenester og dåb af kommende konfirmander. Ved kyndelmisse afholdtes kjørmes-gilder, sammenskudsgilder med kraftig suppe, pandekager med øl og brændevin eller stuvet hvidkål med flæsk og pølse.
Mange traditioner og varsler er knyttet til kyndelmisse. Frugttræer piskes med ris, og rituelle pløjninger skulle sikre en god høst. Flæsk skulle spises for at forhindre hunger, og vejret på dagen varslede forårets komme: hvis det blæser så meget, at 18 kællinger ikke kunne holde den 19. ved jorden så vil foråret snart være på vej. Og Kjørmes tø er så godt som 100 læs hø. En tommelfingerregel siger, at bonden skulle have halvdelen af foderet til dyrene tilbage, da dyrene først kunne komme på græs i maj måned.

## Historie
Festen blev først fejret til minde om mødet mellem Jesusbarnet og Simeon og var kendt som St. Simeons dag, eller Hypapante (græsk for "møde"). Den oldkirkelige pilgrim Egeria skrev, at den blev fejret i Jerusalem allerede ca. 386 med en procession, som gik fra Gravkirken til Opstandelsesbasilikaen. Festen var ikke kendt tidligere, så den havde på dette tidspunkt antagelig ikke spredt sig så langt.
I 542 indførte kejser Justinian festen i Konstantinopel. Da var den allerede kommet til Rom, hvor pave Gelasius 1. havde fremmet den omkring 492, men den fik ikke udbredt fodfæste i vest før under pave Sergius I mod slutningen af det 7. århundrede.
En hedensk romersk fest, lupercalia, var længe blevet fejret 2. februar med en procession (amburale) til ære for gudinden Ceres. Man bar lys med sig, antagelig fordi festen var til minde om Ceres, som ledte efter sin datter Proserpina. Sammenfaldet af datoerne førte til, at skikken blev adopteret af kristne. Det blev efterhånden almindeligt, at man velsignede lys, som skulle bruges i kirkerne under festen. I Tyskland er det dokumenteret, at man gjorde dette i det 10. århundrede, og i Rom et par århundreder senere. Dette var oprindelsen til det almindeligste navn på festen, kyndelsmesse - ordet kyndel (norrønt kyndill) betyder "vokslys" og kommer af det latinske ord candela, som også kendes i det engelske candle.
I et 10. århundrede begyndte man i Frankrig at kalde dagen for Marias renselse, Festum purificationis Beatae Virginis Mariae, og den blev en Mariafest. I Missale Romanum fra 1570 er den beskrevet som sådan.
De lys, som blev velsignede, blev ikke kun benyttede i selve kirken. De kunne også tages med til hjemmene. I Norge blev det i senmiddelalderen almindeligt at lægge små velsignede lysvoksstykker fra denne kirkefest ind i søljerne, som pyntede kvindernes dragter, jævnfør rummet inde i bunadssøljerne.
Efter det andet Vatikankoncil blev den igen en Kristusfest, i lighed med Mariæ bebudelsesdag, som også i lang tid var blevet fejret som Mariafest. I 1969 blev det formelle navn Praesentatio Domini, "Herrens fremstilling". Ud fra katolsk teologi var dette mere korrekt, efter som Den katolske kirke anser Maria som uplettet, og derfor uden behov for nogen renselse.
I Norge var Kyndelsmesse, eller Kyndelsmess som den ofte blev kaldt, en vigtig festdag. Man spiste ofte julemad, og havde flotte markeringer i kirkerne. Den er afmærket med en 7-armet kandelaber på primstaven. I folketraditionen var det almindeligt at se på børns opførsel denne dag og læse varsler ud fra dette. Kyndelsmesse blev ofte regnet som midvinter, og den, som havde opbrugt mere end halvdelen af korn, foder og andet, som var lagret for vinteren, kunne være ilde stedt. Dagen blev afskaffet som helligdag ved helligdagsreformen i 1770.